# Sarah Carneson

Sarah Carneson

Sarah Carneson (17 tháng 6 năm 1916 - 30 tháng 10 năm 2015) là một nhà tổ chức lao động và nhà hoạt động chống phân biệt chủng tộc người Nam Phi.

## Tuổi thơ
Sarah Rubin sinh năm 1916, tại Johannesburg, con gái của người nhập cư Do Thái Đông Âu Zelic Rubin (một thợ may) và Anna Rubin. Cha mẹ cô là một trong những người sáng lập Đảng Cộng sản ở Nam Phi, và Rubin trẻ hơn gia nhập Liên đoàn Cộng sản trẻ khi còn là một thiếu niên.

## Nghề nghiệp
Sarah Rubin làm việc trong các văn phòng của Đảng Cộng sản ở Johannesburg, khi còn là một phụ nữ trẻ, và là thành viên của Liên minh chống Phát xít và Chiến tranh. Cô đã dạy các lớp xóa mù chữ cho công nhân, và làm việc trong cửa hàng sách của đảng, ở Johannesburg. Từ năm 1936 đến 1940, bà đã tham gia tổ chức lao động, với công nhân thuốc lá và công nhân làm đường ở Durban. Năm 1945, bà trở thành tổng thư ký của Liên minh Đường sắt và Bến cảng Nam Phi, có trụ sở tại Cape Town.
Sarah và chồng của cô đều bị cấm tham gia các cuộc tụ họp công cộng theo Đạo luật đàn áp Cộng sản năm 1950. Sự tham gia liên tục của ông với Đảng Cộng sản đã dẫn đến việc bắt giữ và xét xử Fred Carneson vào năm 1956. Sarah Carneson cũng bị giam giữ, vào năm 1960, và được tạm tha ở lại, dưới sự giám sát, tại Cape Town. Fred bị bỏ tù năm 1965 và Sarah rời Nam Phi đến Anh năm 1968. Ở Anh, cô tiếp tục làm việc cho các công đoàn và tại tờ Morning Star. Gia đình Carnesons đã được đoàn tụ vào năm 1972, sống lưu vong ở London. Cặp đôi trở về Nam Phi vào năm 1991.